# 木帚栒子
木帚栒子（学名：Cotoneaster dielsianus）为蔷薇科栒子属的植物，是中国的特有植物。分布在中国大陆的四川、西藏、湖北、云南等地，生长于海拔1,000米至3,600米的地区，多生长于荒坡、沟谷、草地或灌木丛中，目前尚未由人工引种栽培。

## 别名
木帚子、茅铁香、石板柴（四川土名），狄氏栒子（经济植物手册）

## 异名
- Cotoneaster dielsianus Pritz. var. elegans Rehd. et Wils.